# Gerald Nigl
Gerald Nigl (* 1966 in Graz) ist ein österreichischer Schriftsteller und Maler.
Gerald Nigl wuchs in Sierning (Oberösterreich) auf und lebt und arbeitet in Wien. Nach einer nicht abgeschlossenen Ausbildung an der Akademie der bildenden Künste in Wien veröffentlichte er Gedichte und einen Roman und hatte mehrere Gemäldeausstellungen in Österreich. Einige Beachtung erfuhr Nigls Roman Die Schalen des Zorns (1998).

## Werke
- blick.steigt.(hinab). (1991) ISBN 3-900-95610-3
- Die Schalen des Zorns 122 Skizzen 6 Motti ein Roman (1998) ISBN 3-852-66067-X

## Ausstellungen
- spirit of color, Wien (2006)
- the scope of scape, Wien (2002)
- Kunst/Raum Gallspach IV, Gallspach (2002)
- halb/zeit, Sierning (2003)